# 배낭 문제

배낭 문제(Knapsack Problem 냅색 프라블럼[*])는 조합 최적화의 유명한 문제이다.
간단하게 말하면, 한 여행가가 가지고 가는 배낭에 담을 수 있는 무게의 최댓값이 정해져 있고, 일정 가치와 무게가 있는 짐들을 배낭에 넣을 때, 가치의 합이 최대가 되도록 짐을 고르는 방법을 찾는 문제이다.
이 배낭문제는 짐을 쪼갤 수 있는 경우(무게가 소수일 수 있는 경우)와 짐을 쪼갤 수 없는 경우(이 경우 짐의 무게는 0 이상의 정수만 가능) 두 가지로 나눌 수 있는데, 짐을 쪼갤 수 있는 경우의 배낭문제를 분할가능 배낭문제(Fractional Knapsack Problem),
짐을 쪼갤 수 없는 경우의 배낭문제를 0-1 배낭문제(0-1 Knapsack Problem)라 부른다.
이 문제는 쪼갤 수 있는 경우에는 그리디 알고리즘으로 다항 시간에, 쪼갤 수 없는 경우에는 동적계획법(Dynamic Programming)등으로 의사 다항 시간에 풀 수 있다. 단, 쪼갤 수 없는 경우는 NP-완전이기 때문에 알려진 다항 시간 알고리즘은 없고, FPTAS만 존재한다. 배낭 문제에 대한 FPTAS는 오스카 이바라와 김철언이 1975년에 개발하였다.

## 참고 문헌
1. ↑  Oscar H. Ibarra and Chul E. Kim, Fast Approximation Algorithms for the Knapsack and Sum of Subset Problems, Journal of the ACM (JACM), vol. 22, no. 4, 1975